# Квинт Волузий Сатурнин (консул 92 г.)
Вижте пояснителната страница за други личности с името Квинт Волузий Сатурнин.
Квинт Волузий Сатурнин (на латински: Quintus Volusius Saturninus) e политик и сенатор на Римската империя през 1 век.
Сатурнин произлиза от старата преторска фамилия Волузии. Син е на Квинт Волузий Сатурнин (консул 56 г.) и брат на Луций Волузий Сатурнин (консул 87 г.).
През 92 г. той е консул заедно с император Домициан (за XVI път).